# Болквадзе, Элисо
Элисо Болквадзе (груз. ელისო ბოლქვაძე, англ. Elisso Bolkvadze; род. 2 января 1967, Тбилиси) — грузинская пианистка.

## Биография
Элисо Болквадзе родилась в интеллигентной семье. Уже в 7 лет она дала свой первый концерт. В то время Элисо училась в Тбилисской музыкальной школе для одарённых детей, позже — в Тбилисской консерватории под руководством профессора Тенгиза Амиреджиби и, одновременно, принимала участие в мастер-классах, которые давала профессор Татьяна Николаева в Москве. После переезда в Париж, Элисо Болквадзе продолжила своё музыкальное и интеллектуальное образование во Франции и Австрии под руководством композитора и философа Мишеля Сони (Michel Sogny).

## Карьера

### Награды и признания
Элисо Болквадзе является многократным победителем различных Международных конкурсов пианистов, в их числе: Международный конкурс имени Иоганна Себастьяна Баха (Лейпциг, 1983), Конкурс пианистов имени Вана Клиберна (США, 1989), Конкурс имени Вианы да Мотта (Лиссабон,1987), Конкурс имени Лонг и Тибо (Париж, 1995), где была награждена специальным призом за лучшее исполнение французской музыки.
7 октября 2015 года министр культуры Франции Флёр Пельре́н наградила Элисо Болквадзе Орденом Искусств и литературы.
22 января 2015 года Элисо Болквадзе получила престижную награду «Артист ЮНЕСКО во имя мира» из рук директора организации Ирины Боковой.
В 2018 году Президент Грузии наградил Элисо Болквадзе самой престижной государственной наградой — Орденом чести.
Интервью Элисо Болквадзе было напечатано в американском журнале «The Piano Performer», а её фото помещено на обложку одного из осенних выпусков журнала.

### Концерты
С полным аншлагом проходили солоконцерты Элисо Болквадзе в Европе, США, Японии и Китае, в таких престижных концертных залах как: John F. Kennedy Center for the Performing Arts (Вашингтон), Pasadena Auditorium (Лос-Анджелес), Orange County Convention Center, Плейель, Salle Gaveau, Театр Елисейских Полей (Париж), Лейпцигский оркестр Гевандхауза (Лейпциг), Herkulessaal (Мюнхен) Старая опера (Франкфурт), Санкт-Петербургская филармония имени Д. Д. Шостаковича (Россия), Венский Концертхаус, Виктория-холл (Женева), Cadogan Hall (Лондон), Концертхаус (Берлин), Teatro Manzoni (Милан), Orchestra Hall (Чикаго), Knight Concert Hall и т. д.
Также, Элисо Болквадзе давала совместные концерты с такими оркестрами как: Qatar Philharmonic Orchestra, Литовский национальный симфонический оркестр, Национальная филармония Украины, Tiroler Symphonieorchester Innsbruck, Национальный оркестр Франции, Далласский симфонический оркестр и т. д.
В июне 2018 года, Элисо Болквадзе сыграла в штаб-квартире ЮНЕСКО на мероприятии, посвящённом 100-летию Грузинской Демократической республики.
Элисо Болквадзе является основателем и художественным руководителем Грузинского Черноморского фестиваля музыки и искусств Batumi Music and Art Festival.

### Лейблы
Для лейбла «Sony classical records», под руководством Джансуга Кахидзе, Элисо Болквадзе записала большую программу по произведениям Людвига ван Бетховена, Петра Чайковского, Сергея Рахманинова, Камиля Сен-Санса и Ференца Листа.
Также, в августе 2007 года, она записала и свой соло концерт для лейбла «Cascavelle» на фестивале Мишеля Сони.
В 2015 году в сотрудничестве с лейблом «Audite», Элисо Болквадзе записала новый CD, где сыграла композиции Шуберта и Прокофьева.

### Благотворительность
Элисо Болквадзе принимает активное участие в благотворительности. В 2013 году она основала свой музыкальный благотворительный фонд «Лира», целью которого является выявление и поддержка грузинских пианистов.
В 2013 году, на собрании Лауреатов Нобелевской премии мира, Элисо Болквадзе дала концерт «Piano for Peace», на котором присутствовала также и Шерон Стоун.
В целях благотворительности, Элисо Болквадзе провела целый ряд концертов в поддержку пострадавших в результате войн детей, а также взрослых и детей больных раком.
В марте 2017 года приняла участие в организованной Генассамблеей ООН в Женеве конференции, посвящённой памяти Серхио Виейра де Мело, вместе с Анджелиной Джоли.